# Shorea cuspidata
Shorea cuspidata är en tvåhjärtbladig växtart som beskrevs av Peter Shaw Ashton. Shorea cuspidata ingår i släktet Shorea och familjen Dipterocarpaceae. Inga underarter finns listade i Catalogue of Life.